# جون لايلي روبنسون
جون لايلي روبنسون هو سياسي كندي، ولد في 28 أغسطس 1890 في بلفاست في المملكة المتحدة، وتوفي في 29 أكتوبر 1953. حزبياً، نشط في حزب الائتمان الاجتماعي في ألبرتا ‏. وقد انتخب عضو الجمعية التشريعية ألبرتا.